# Bartolomeo Colleoni

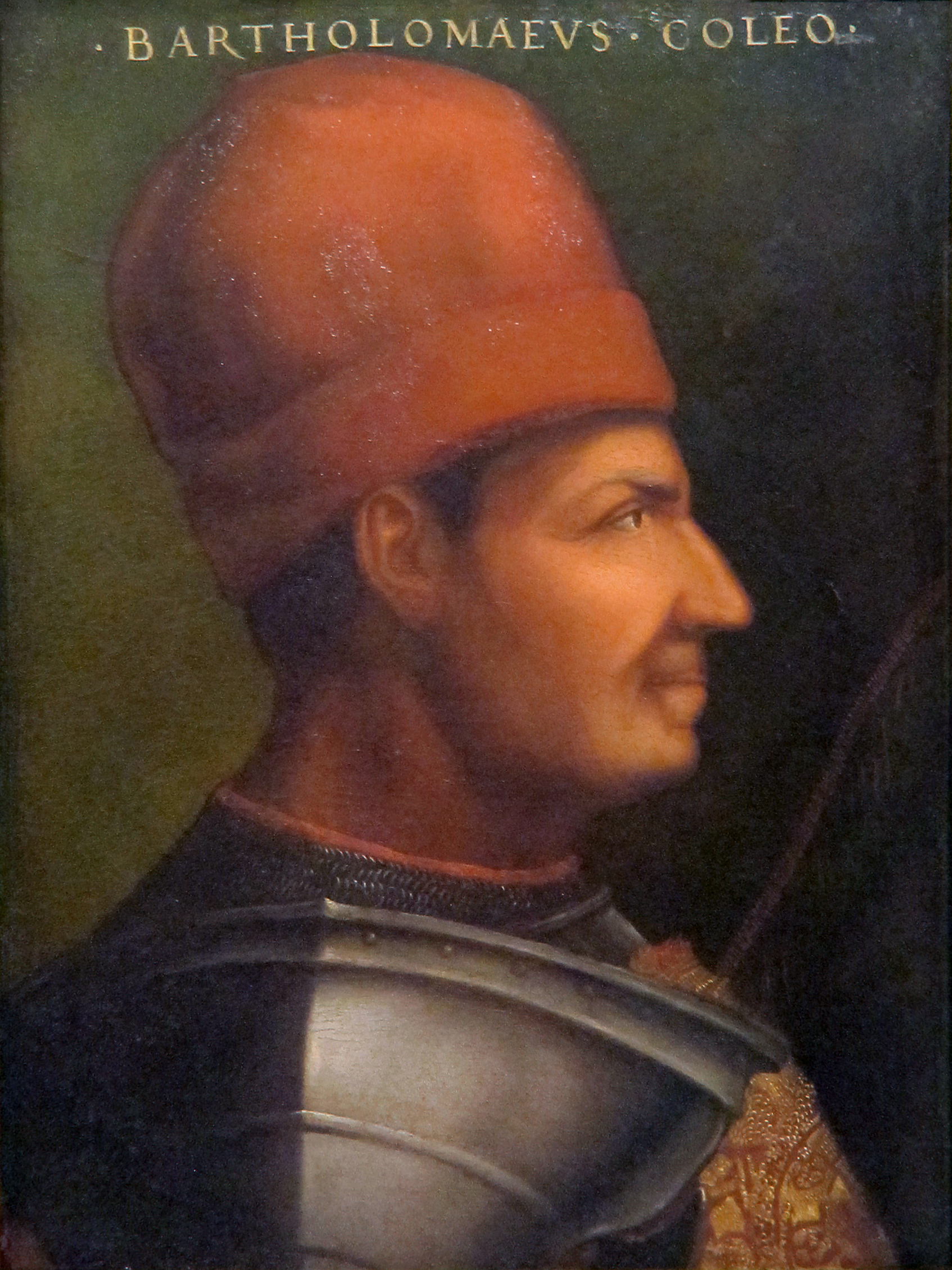
Ein Gemälde Cristofano dell’Altissimos zeigt ein fiktives Porträt Bartolomeo Colleonis

Bartolomeo Colleoni (auch Coleone; * um 1400 in Solza bei Bergamo; † 4. November 1475 auf der Burg Malpaga in Cavernago bei Bergamo) war ein italienischer Feldherr der Renaissance, ein sogenannter condottiere.

## Leben
Bartolomeo entstammte dem alten Adelsgeschlecht der Colleoni aus Bergamo. Sein erster Kriegseinsatz war im Jahr 1419 in Süditalien. Dort diente er nacheinander den Condottieri Braccio da Montone und Muzio Attendolo Sforza. Im Jahr 1431 ging er in den Diensten von Gattamelata nach Venedig und kämpfte auf Seiten der Serenissima  bis zum Jahr 1438 gegen Mailand. Als Gattamelata starb (1443), stellte sich Colleoni in die Dienste von Niccolò Piccinino.
In den Jahren 1446/47 lag Colleoni auf Befehl des Herzogs Filippo Maria Visconti in der Festung Monza im Kerker. Hierbei wurde er auch in einen Eisenkäfig gesperrt, in welchem man aufgrund der geringen Größe und der Tatsache, dass der Boden mit spitzen Steinen gepflastert war, weder richtig stehen, sitzen noch liegen konnte.
Nachdem der Herzog im Jahr 1447 verstorben war, wurde Colleoni freigelassen und konnte nach Venedig zurückkehren. Die Serenissima ernannte ihn später zum Generalleutnant. Im Jahr 1467 stand er auf der Seite der Familie Albizzi, die ihre Rückkehr nach Florenz erkämpfen wollte.

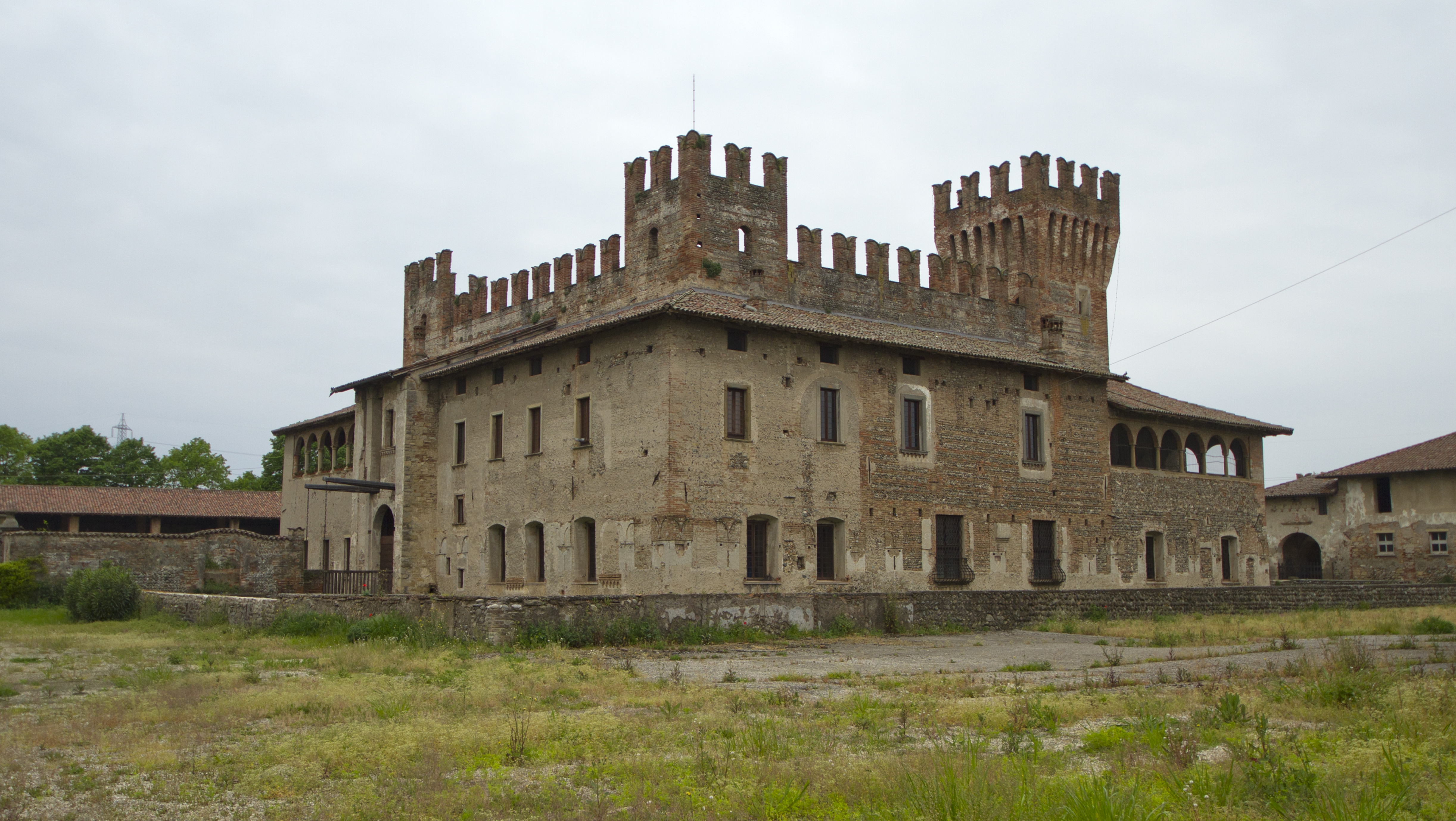
Burg Malpaga

Als Papst Paul II. zu einem Kreuzzug aufrief, wollte er Colleoni an der Spitze seines Heeres sehen, doch dieser musste aus Altersgründen ablehnen. Bereits zu Lebzeiten wurde Colleoni von seiner Vaterstadt Bergamo geehrt. Im Jahr 1472 wurde Giovanni Antonio Amadeo mit dem Bau der Capella Colleoni beauftragt. Von 1468/69 bis zu dessen Tod (1475) lebte Antonio Cornazzano auf Colleonis Burg von Malpaga, um dessen Biographie unter dem Titel Commentariorum liber de vita et gestis invictissimi bello principis Bartholomeo Colei, per Antonium Cornazzanum ad clarissimam Bergomensem Republicam zu verfassen.
Colleoni und seine bereits im Jahr 1470 verstorbene Tochter Medea wurden in der Cappella Colleoni in Bergamo bestattet.

## Reiterstandbild

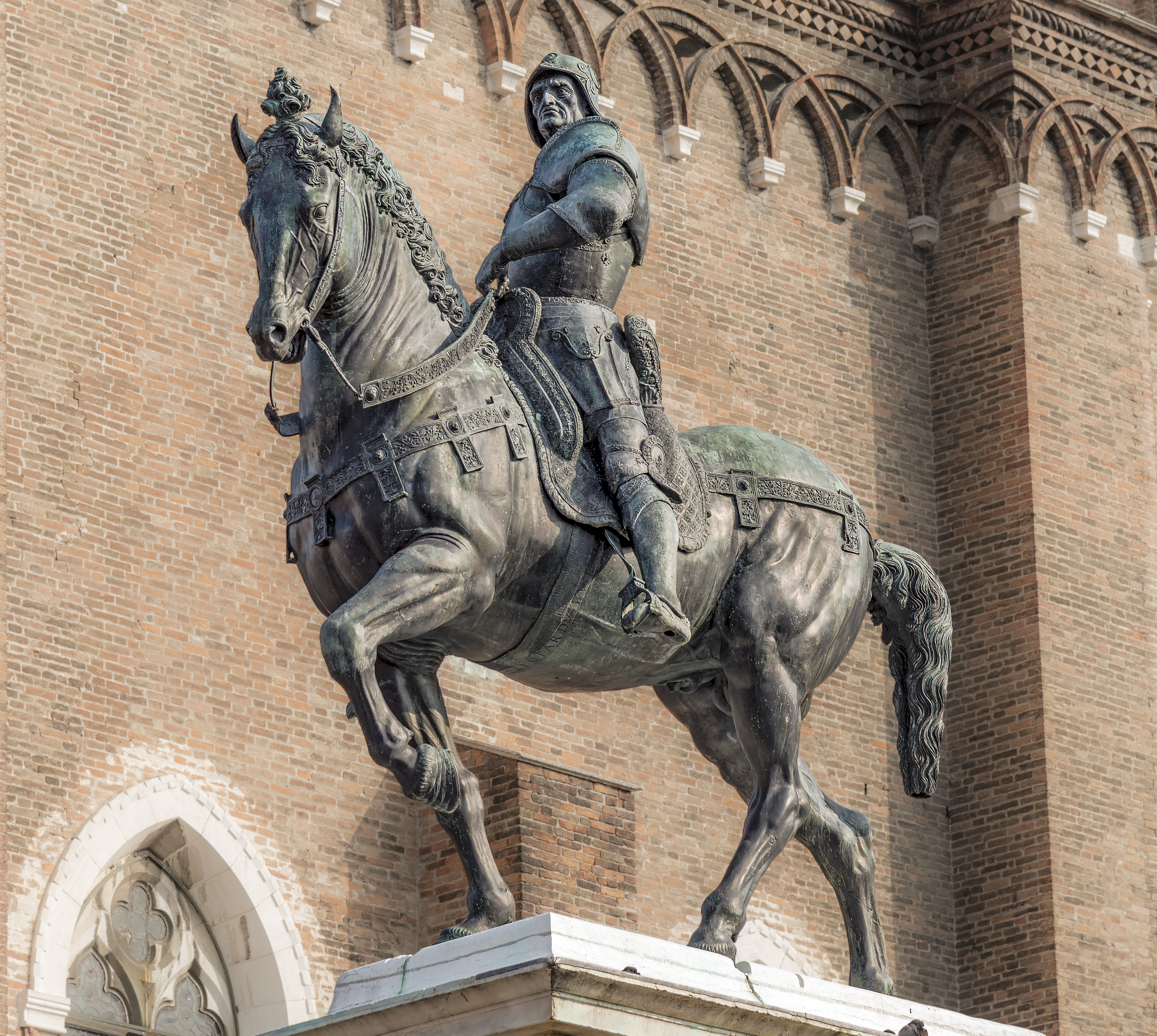
Reiterstandbild B. Colleonis von Andrea del Verrocchio in Venedig

Colleoni setzte die Republik Venedig als Erbin seines beträchtlichen Vermögens ein, allerdings mit einer Auflage. Er bestimmte in seinem Testament, die Stadt bekomme sein Vermögen nur dann, wenn man sein Standbild vor der Markusbasilika aufstelle. Die Venezianer waren dem Personenkult nicht sehr zugetan, was sich daran zeigt, dass man in der Stadt nur ganz wenige Statuen bedeutender Persönlichkeiten findet. Im Verlangen des Condottiere Colleoni sah die Stadt einen Affront sondergleichen, allerdings wollte man dennoch nicht auf das zu Lebzeiten zusammengeraubte Vermögen des Heerführers verzichten. Schlaue avvocati legten die testamentarischen Bestimmungen so aus, dass der Condottiere nicht die Basilica San Marco, sondern die Scuola di San Marco, das ist die Bruderschaft neben der Kirche Santi Giovanni e Paolo, im Venezianischen Zanipolo genannt, gemeint haben müsse.
Der Bildhauer Andrea del Verrocchio wurde mit der Erstellung des Modells beauftragt. Nach dessen Tod (1488) erfolgte im Jahr 1496 der Guss durch Alessandro Leopardi, der auch den steinernen Sockel errichtete. Das Standbild, neben der antiken Reiterstatue Mark Aurels eines der berühmtesten Reiterstandbilder aller Zeiten, ist noch heute auf dem Campo Santi Giovanni e Paolo in Venedig zu sehen  und die Stadt hat das Erbe Colleonis angetreten. Die Scuola di San Marco und zahlreiche daran angeschlossene Gebäude beherbergen heute das größte Krankenhaus Venedigs. Die Kirche San Zanipolo ist die größte der Stadt und die Ruhestätte von Dogen und Künstlern.